# 40 More Reasons To Hate Us
40 More Reasons to Hate Us es el tercer álbum de la banda estadounidense de noisegrind Anal Cunt junto con Phil Anselmo, líder de Pantera. Fue grabado después de su gira por Japón en junio de 1995 y lanzado al mercado el 26 de marzo de 1996 por Earache Records. El nombre del álbum refleja la notoriedad que la banda había conseguido gracias a los títulos de sus canciones junto con sus letras controversiales, así como sus relaciones de amistad con grupos como Vaginal Jesus.
Seth Putnam, líder de Anal Cunt después participaría en Pantera (banda de Anselmo) en el álbum The Great Southern Trendkill para grabar guitarra y voces.

## Lista de canciones
| N.º | Título                                               | Duración |  |
| 1.  | «Face It, You're a Metal Band»                       | 0:09     |  |
| 2.  | «Punching Joe Bonni's Face In»                       | 0:20     |  |
| 3.  | «Kill Women»                                         | 0:19     |  |
| 4.  | «Steroids Guy»                                       | 0:29     |  |
| 5.  | «Everyone in Allston Should Be Killed»               | 0:35     |  |
| 6.  | «I Noticed That You're Gay»                          | 0:49     |  |
| 7.  | «Dead, Gay, and Dropped»                             | 0:54     |  |
| 8.  | «You Look Divorced»                                  | 0:42     |  |
| 9.  | «I Hope You Get Deported»                            | 0:56     |  |
| 10. | «Mike Mahan Has Gingivitis»                          | 0:23     |  |
| 11. | «Trapped»                                            | 1:20     |  |
| 12. | «You're a Fucking Cunt»                              | 1:10     |  |
| 13. | «Phyllis Is an Old Annoying Cunt»                    | 0:20     |  |
| 14. | «Al Stankus Is Always on the Phone With His Bookie»  | 0:45     |  |
| 15. | «Bill Scott's Dumb»                                  | 0:42     |  |
| 16. | «Harvey Korman Is Gay»                               | 0:10     |  |
| 17. | «You Fucking Freak»                                  | 0:48     |  |
| 18. | «Theme from Three's Company»                         | 0:35     |  |
| 19. | «Jeanine Jizm Is a Freak»                            | 1:15     |  |
| 20. | «Everyone in Anal Cunt Is Dumb»                      | 0:26     |  |
| 21. | «I Just Saw the Gayest Guy on Earth»                 | 1:31     |  |
| 22. | «Johnny Violent Getting His Ass Kicked by Morrissey» | 0:29     |  |
| 23. | «Metamorphosis»                                      | 0:10     |  |
| 24. | «I'm Sick of You»                                    | 1:03     |  |
| 25. | «Howard Wulkan's Bald»                               | 0:08     |  |
| 26. | «You're a Trendy Fucking Pussy»                      | 0:38     |  |
| 27. | «Tom Arnold»                                         | 0:08     |  |
| 28. | «I Got Athlete's Foot Showering at Mike's»           | 0:49     |  |
| 29. | «Big Pants, Bigger Loser»                            | 1:07     |  |
| 30. | «Marc Payson Is a Drunk»                             | 0:45     |  |
| 31. | «Your Family Is Dumb»                                | 0:28     |  |
| 32. | «Furnace»                                            | 0:10     |  |
| 33. | «You're Dumb»                                        | 0:56     |  |
| 34. | «Van Full of Retards»                                | 0:24     |  |
| 35. | «Deche Charge Are a Bunch of Fucking Losers»         | 0:27     |  |
| 36. | «Everyone in the Underground Music Scene Is Stupid»  | 0:29     |  |
| 37. | «Dumb Fat and Gross»                                 | 0:20     |  |
| 38. | «I'm Not Stubborn»                                   | 1:24     |  |
| 39. | «Mike Mahan's Sty»                                   | 0:10     |  |
| 40. | «02657»                                              | 0:32     |  |
| 41. | «Gloves of Metal»                                    | 4:28     |  |
| 42. | «Bonus Track»                                        | 0:07     |  |

## Personal
- Seth Putnam – vocalista, guitarra solista
- Tim Morse – batería, coros
- Scott Hull (Pig Destroyer, Agoraphobic Nosebleed) – bajo eléctrico
- Phil Anselmo (Pantera, Superjoint Ritual) – guitarra rítmica y vocalista (4, 6, 7, 8, 11, 12, 14, 15, 16, 17, 29, 30, 33, 34, 37, 41)